# Agyneta olivacea
Agyneta olivacea là một loài nhện trong họ Linyphiidae.
Loài này thuộc chi Agyneta. Agyneta olivacea được James Henry Emerton miêu tả năm 1882.